# Llista d'alcaldes de la Bisbal del Penedès
L'Alcalde de La Bisbal del Penedès és la màxima autoritat política de l'Ajuntament de la Bisbal del Penedès. D'acord amb la "Ley Orgánica 5/1985", de 19 de juny, del "Régimen Electoral General" (actualment en vigor) l'alcalde és elegit per la corporació municipal de regidors, que al seu torn són elegits per sufragi universal pels ciutadans de la Bisbal del Penedès amb dret a vot, mitjançant eleccions municipals celebrades cada quatre anys. En la mateixa sessió de constitució de la Corporació es procedeix a l'elecció de l'Alcalde, podent ésser candidats tots els regidors que encapçalen les corresponents llistes. És proclamat electe el candidat que obté la majoria absoluta dels vots. Si cap d'ells obté aquesta majoria és proclamat Alcalde el regidor que encapçala la llista més votada. El tractament protocol·lari per a qualsevol alcalde de Catalunya és Il·lustríssim Senyor. L'actual alcaldessa de La Bisbal del Penedès és Agnès Ferré, des de l'any 2015.
Alcaldes de la Bisbal del Penedès en temps de democràcia:
| Núm. | Alcalde                       | Inici mandat | Fi mandat  | Partit polític                           |
| ---- | ----------------------------- | ------------ | ---------- | ---------------------------------------- |
| 1    | Joan Poch Ferré               | Abril 1979   | Maig 1983  | Asocación de Independientes de la Bisbal |
| 2    | Ramon Rovira Guasch           | Maig 1983    | Juny 1987  | Asociación Democrática de la Bisbal      |
| 3    | Heribert Ventosa Guasch       | Juliol 1987  | Juny 1991  | Associació Democràtica de la Bisbal      |
| 4    | Joan Poch Ferré               | Juny 1991    | Maig 1995  | Convergència i Unió                      |
| 5    | Joan Poch Ferré               | Juny 1995    | Juny 1999  | Convergència i Unió                      |
| 6    | Joan Poch Ferré               | Juliol 1999  | Maig 2003  | Convergència i Unió                      |
| 7    | Joan Poch Ferré               | Juny 2003    | Març 2005  | Convergència i Unió                      |
| 8    | Agnès Ferré i Cañellas        | Març 2005    | Març 2007  | Convergència i Unió                      |
| 9    | Josep Maria Puigibet i Mestre | Juny 2007    | Juny 2015  | Esquerra Republicana de Catalunya        |
| 10   | Agnès Ferré i Cañellas        | Juny 2015    | Actualitat | Convergència i Unió                      |